# Edge of Seventeen
«Edge of Seventeen» es una canción de la cantante estadounidense Stevie Nicks que hace parte de su álbum debut Bella Donna producido por Tom Petty y Jimmy Iovine. Fue lanzada como el tercer sencillo de dicho álbum con el título de "Edge of Seventeen (Just Like the White Winged Dove)" alcanzando el Top 20 del Billboard Hot 100 en 1982. 
Esta canción se convirtió en una de las más reconocidas de Nicks, además de ser versionada por una amplia cantidad de artistas. El distintivo riff de guitarra de la canción fue sampleado en el hit "Bootylicious" del Girl Group estadounidense Destiny's Child, la propia Nicks aparece en el videoclip de esta canción. A su vez, la actriz Lindsay Lohan interpretó el tema para su segundo álbum A Little More Personal (Raw) del año 2005. Para la novena temporada de The Voice, fue versionada por Amanda Ayala y Shelby Brown, alcanzando el Top 100 de iTunes. La canción fue incluida en la banda sonora de la película School Of Rock de 2003.

## Antecedentes y composición
Según Stevie Nicks, el título proviene de una conversación que tuvo con la primera esposa de Tom Petty, Jane Benyo. Jane dijo que ella y Tom se conocieron "A la edad de diecisiete" (At the Age of Seventeen); pero por su fuerte acento sureño, esto sonaba parecido a "Al borde de diecisiete" (At the Edge of Seventeen). A la cantante le gustó tanto la frase que le dijo a Jane que escribiría una canción para ella y le daría crédito por la inspiración.
Aunque Nicks originalmente había planeado usar el título para una canción sobre Tom y Jane Petty; la muerte de su tío Jonathan y el Asesinato de John Lennon durante la misma semana de diciembre de 1980 inspiró una nueva canción para la que Nicks usó el título. El productor y amante de Nicks, Jimmy Lovine, era un amigo íntimo de Lennon, y Nicks se sentía incapaz de consolarlo. Días después, Nicks tuvo que volar a Phoenix, Arizona, para acompañar a su tío en los últimos momentos de su fatídica lucha contra un cáncer.

## Escritura y lírica
La canción está escrita en tonalidad de Mi Menor, y se basa en una sucesión de acordes simples (C-D-Em) que se repiten a lo largo de toda la canción, lo cual es algo característico de las canciones de Nicks. Uno de los distintivos es un característico riff de guitarra que fue grabado por el músico de sesión Waddy Wachtel. Watchel afirmó que el riff de la canción de The Police "Bring on The Night" fue su inspiración.
El simbolismo en las líricas de Stevie Nicks, se vuelve a hacer presente en esta canción. Nicks ha afirmado que la "Paloma de Alas Blancas" representa al espíritu abandonando al cuerpo durante la muerte, y que varios de los versos evocan esos días en los que vio a su tío morir.

## Éxito comercial
"Edge of Seventeen" fue lanzada como sencillo únicamente en Norteamérica, alcanzando el puesto número 11 en el Billboard Hot 100 de Estados Unidos durante dos semanas en abril de 1982. El lado B del sencillo incluía una versión en vivo de la canción, la cual alcanzó el número 26 en el Mainstream Rock de Billboard posteriormente. Previamente, la versión original del LP había alcanzado el puesto número 4 del Billboard's Top Mainstream Rock Songs Chart un año antes. "Edge of Seventeen" también alcanzó el puesto número 11 en la lista musical de Canadá de RMP.

## Formato y listas de canciones
- US 7" Vinilo single

1. "Edge of Seventeen (Just Like the White Winged Dove)"  – 4:10
2. "Edge of Seventeen" (Previa edición cantada en vivo)  – 5:57

## Personal
- Stevie Nicks - voz principal y coros.
- Waddy Wachtel - guitarra eléctrica.
- Benmont Tench - piano y órgano.
- Roy Bittan - piano.
- Bob Glaub - bajo.
- Russ Kunkel - batería.
- Bobbie Hall - percusión.
- Lori Perry - coros.
- Sharon Celani - coros.

## Posicionamiento
| Listas (1981 - 82)             | Mejor posición |
| ------------------------------ | -------------- |
| Canadá (RPM)                   | 11             |
| US Billboard Hot 100           | 11             |
| US Mainstream Rock (Billboard) | 4              |
| US Cash Box                    | 19             |